# Morti nel 193
| Questa pagina contiene informazioni ricavate automaticamente dalle voci biografiche con l'ausilio del template Bio e di un bot. L'aggiornamento è periodico e automatico e ricostruisce completamente la pagina. Se manca una persona in questa lista, sei pregato di non aggiungerla, ma accertati piuttosto che la sua voce biografica contenga il template Bio e che i dati anagrafici siano correttamente compilati. Se il template Bio manca, inseriscilo tu stesso o, in alternativa, metti l'avviso {{tmp\|Bio}} che ne segnala la mancanza. Se i dati riportati sono sbagliati, correggi direttamente la voce biografica; le modifiche saranno visibili in questa lista entro pochi giorni. Per chiarimenti vedi il progetto biografie. La lista contiene solo le 9 persone che sono citate nell'enciclopedia e per le quali è stato implementato correttamente il template Bio. Pagina aggiornata al 26 giu 2025. |

- 28 marzo - Ecletto, funzionario romano
- 28 marzo - Pertinace, imperatore romano (n. 126)
- 1º giugno - Didio Giuliano, imperatore romano (n. 133)
- Bruzia Crispina, romana (n. 160)
- Asellio Emiliano, senatore e militare romano
- Quinto Emilio Leto, militare romano
- Narcisso, atleta romano
- Osroe II, sovrano
- Zhuge Gui, politico cinese